# Ivar Ragnarsson
Ivar(r) Ragnarsson († 873 in Dublin), genannt Ivar der Knochenlose (Altnordisch: Ívarr inn beinlausi), war ein Anführer der Wikinger, der an der Eroberung des Danelag beteiligt und auch in Irland aktiv war. Er ist eine Heldenfigur der Sagaliteratur.

## Leben
Ivar Ragnarsson war angeblich ein Sohn des legendären Wikingeranführers Ragnar Lodbrok (dessen Historizität umstritten ist, siehe auch Reginheri), seine Mutter soll Aslaug (die auch als Kraka erwähnt wird) gewesen sein. Sowohl Ragnar als auch sein Sohn Ivar erscheinen in der Sagaliteratur als Heldengestalten, doch diese Quellengattung ist mit einem deutlichen zeitlichen Abstand zu den berichteten Ereignissen entstanden. In den frühmittelalterlichen Quellen (Angelsächsische Chronik und irische Annalen wie die Annalen von Ulster) werden hingegen die kriegerischen Handlungen recht zeitnah beschrieben. 
Wenngleich unklar bleibt, ob Ivars Vater tatsächlich ein Wikingerführer namens Ragnar war, wird Ivar das erste Mal in irischen Annalen im Zusammenhang mit einem Sieg im Jahr 857 über andere skandinavische Angreifer erwähnt, wo er Imhar genannt wird. Die folgenden Jahre stand er im Bündnis mit anderen Wikingeranführern (so mit Olaf dem Weißen) in Irland. 
Gemeinsam mit seinen Brüdern Halfdan und Ubba war Ivar 865 Anführer des „großen heidnischen Heeres“ der Dänen. Ivar wird in der Angelsächsischen Chronik nur einmal namentlich erwähnt, doch ist seine prominente Rolle beim Wikingereinfall unbestritten. In anderen Quellen wird er auch Hingwar oder Igwar genannt. Die Wikinger eroberten 866 die bedeutende Stadt York in Northumbria und wehrten einen Rückeroberungsversuch Anfang 867 ab. Von York aus griffen sie 867 Mercia und 869 East Anglia (Ostanglien) an; im Verlauf der folgenden Feldzüge wurde 869 Edmund von Ostanglien gefangen genommen und hingerichtet.
Die Wikinger versuchten in den 870er Jahren, ganz England zu unterwerfen, scheiterten allerdings an den Abwehrbemühungen Alfreds von Wessex. An diesen Unternehmungen scheint Ivar aber nicht mehr teilgenommen zu haben. Schilderungen in den irischen Annalen deuten vielmehr darauf hin, dass er zusammen mit dem oben erwähnten Olaf wieder in Irland aktiv wurde. Die Annalen von Ulster berichten vom Tod Ivars, des „Königs der Nordmänner in ganz Irland und Britannien“ (was offenbar auf seine Machtstellung hindeutet), im Jahr 873. 
Ist die oft angenommene Identifikation in den irischen und britischen Quellen zutreffend, dann war dieser Ivar auch der Gründer der skandinavischen Herrscherdynastie von Dublin (Uí Imair).

## Der Beiname
Unter Historikern ist der Hintergrund für den Beinamen der Knochenlose umstritten. Dazu existieren folgende Theorien:
- 1949 veröffentlichte der Däne Knud Stakemann Seedorff eine Dissertation über die Osteogenesis imperfecta (umgangssprachlich als Glasknochenkrankheit bekannt), in der er Ivar als einzige historische Persönlichkeit nennt, die an dieser Krankheit gelitten habe. Seedorff weist darauf hin, dass über Ivar berichtet wird, seine Beine seien so schwach gewesen, dass er auf einem Schild getragen werden musste. In einer 2003 entstandenen Dokumentation von Channel 4 griff Nabil Shaban diese These erneut auf.[8]
- Rory McTurk weist im Zusammenhang mit dem Beinamen darauf hin, dass Ivars Beiname falsch assoziiert werde. „Knochenlos“ sei demnach in einigen norwegischen Erzählungen eine Bezeichnung für den Wind, sodass damit Ivars Fähigkeiten als Navigator gemeint sein können.[9]

## Legende
In der Ragnars saga loðbrókar wird als Grund der „Knochenlosigkeit“ ein Fluch angegeben, der über seinen Vater kam, da dieser drei Tage Enthaltsamkeit nach der Hochzeit mit Aslaug nicht einhalten wollte. Aslaug wurden Gaben der Zauberei und Hellsicht nachgesagt, und sie hatte Ragnar vor dem Verkehr in dieser Zeit gewarnt. Ebendort wird berichtet, dass Ivar anordnete, seinen Leichnam an der englischen Küste zu begraben. Solange seine Knochen diese Küste schützten, würde es keinem Feind mehr gelingen, das Land von See aus zu erobern. Die Saga berichtet ebenfalls, dass Ivar dem northumbrischen König Ælle als Vergeltung für die Tötung seines Vaters einen Blutaar schnitzen ließ.

## Rezeption
Bernard Cornwell hat die Geschichte um die Ragnarsöhne Halfdan, Ubba und Ivar und den dänischen Versuch, England zu unterwerfen, in seiner Buchserie „The Saxon Stories“ (deutsch: Die Uhtred-Serie) verarbeitet. Weiter verwendet Harry Harrison die Geschichte um die Ragnarsson-Brüder in seiner Trilogie „Hammer und Kreuz“ (englischer Originaltitel: „The Hammer and the Cross“). Nancy Farmers Kinderroman Drachenmeer (englisch: The Sea of Trolls) beschreibt einen König Ivar, der nur hinter seinem Rücken als „Ivar, der Knochenlose“ bezeichnet wird.
In dem im Jahre 1958 entstandenen Film Die Wikinger verkörpert Kirk Douglas die Rolle des Einar, die Ivar nachempfunden ist, in der 1989 entstandenen Komödie Erik, der Wikinger verkörpert John Gordon Sinclair die Rolle eines Ivar des Knochenlosen. In der Fernsehserie Vikings taucht Ivar, gespielt von Alex Høgh Andersen, ebenfalls auf und spielt ab der 4. Staffel eine wichtige Rolle.
Im Spiel Assassin’s Creed Valhalla von Ubisoft spielt Ivar ebenfalls eine Rolle. 